# Sticks Evans
Samuel „Sticks“ Evans (* 5. Februar 1923; † 11. April 1994 in New York) war ein amerikanischer Musiker (Schlagzeug, Arrangement) des Jazz und Rhythm & Blues.

## Leben und Wirken
Evans nahm 1950 mit dem Orchester von Milt Buckner als Begleiter von Wynonie Harris auf. In den folgenden Jahren gehörte er Buckners Orgeltrio, das er im Februar 1953 verließ. Im Folgejahr war er mit Milt Hinton im Trio von Teddy Wilson.
In den frühen 1960er Jahren war er, auch als Perkussionist, an mehreren Produktionen des Third Stream beteiligt, dem Album Pre-Bird von Charles Mingus, dem Album Jazz Abstractions von John Lewis und Gunther Schuller sowie Konzerten, von denen Mitschnitte auf dem Album Vintage Dolphy veröffentlicht wurden. 
In derselben Zeit war er als „Belton Evans“ gemeinsam mit Leonard Gaskin und Bluesmusikern wie Curtis Jones, Sunnyland Slim, Sonny Terry, Big John Greer, LaVern Baker, oder King Curtis. für Prestige im Aufnahmestudio. Auch begleitete er mit der Band von Ray Bryant Aretha Franklin auf ihrem zweiten Album (Aretha: With The Ray Bryant Combo). Unter eigenem Namen legte er Go Go Go Blow vor. Als Studiomusiker war er ferner für Tim Hardin oder Mickey & Sylvia tätig.
Ferner gab er Musikunterricht in Klassen der Junior High School. Zu den Schülern von Evans gehören Lennie McBrowne, Bernard Purdie, Max Neuhaus Sterling Campbell und Terry Burrus.

## Diskographische Hinweise
- Mickey Baker The Wildest Guitar (1959)
- Sunnyland Slim Slim's Shout (1960)
- Charles Mingus Pre-Bird (1960)
- John Lewis/Gunther Schuller/Jim Hall (1961, mit Bill Evans, Eric Dolphy, Ornette Coleman,  Scott LaFaro und anderen)
- Sam Cooke Sam Cooke at the Copa (1964)